# Orazio Petrosillo
Orazio Petrosillo (Monopoli, 2 aprile 1947 – Roma, 11 maggio 2007) è stato un giornalista, saggista e vaticanista italiano.

## Biografia
Studiò al Seminario Francese di Roma. Laureato in teologia alla Pontificia Università Gregoriana e in filosofia all'Università di Roma La Sapienza, dopo aver insegnato religione nei licei, incominciò l'attività giornalistica presso il quotidiano Avvenire, in qualità di vaticanista. Dopo aver lavorato per l'agenzia ANSA, nel 1982 fu assunto come inviato vaticanista dall'allora direttore Gianni Letta al quotidiano Il Tempo. Nel 1988 passò al quotidiano Il Messaggero, sempre in qualità di vaticanista. Collaborò con le reti Rai Uno, Rai Vaticano e Telepace. Conduttore delle trasmissioni Settimo Giorno e Parole e Vita. Autore di pubblicazioni tradotte in più lingue sulla Sindone e di carattere biografico e teologico, scrisse anche di storia dell'arte.
Fra i suoi incarichi, ricoprì anche quello di presidente dell'Associazione Aiuto alla Chiesa che soffre e di docente del CICS (Centro Interdisciplinare sulla Comunicazione Sociale, della Pontificia Università Gregoriana).
Fu colpito da una grave malattia il 21 luglio 2006, mentre seguiva le vacanze estive in Valle d'Aosta di Benedetto XVI. Morì dopo una degenza di oltre nove mesi.